# Ectropis insulsa
Ectropis insulsa är en fjärilsart som beskrevs av W. Warren 1902. Ectropis insulsa ingår i släktet Ectropis och familjen mätare. Inga underarter finns listade i Catalogue of Life.